# باول يونغ
باول يونغ (بالإنجليزية: Paul Young) (11 أبريل 1968 بأبرشية سانت كاترين في جامايكا - ) هو لاعب كرة قدم جامايكي في مركز الهجوم. شارك مع منتخب جامايكا لكرة القدم. أما مع النوادي، فقد لعب مع تامبا باي موتيني وكولومبوس كرو ونادي بورتمور يونايتد وتشارلستون بيتري وRochester Rhinos ‏ وHershey Wildcats ‏ وMaryland Mania ‏ وSouth Carolina Shamrocks ‏.

## وصلات خارجية
- باول يونغ على موقع الدوري الأمريكي (الإنجليزية)
- باول يونغ على موقع قاعدة بيانات كرة القدم.إي يو (الإنجليزية)